# 크룩스관

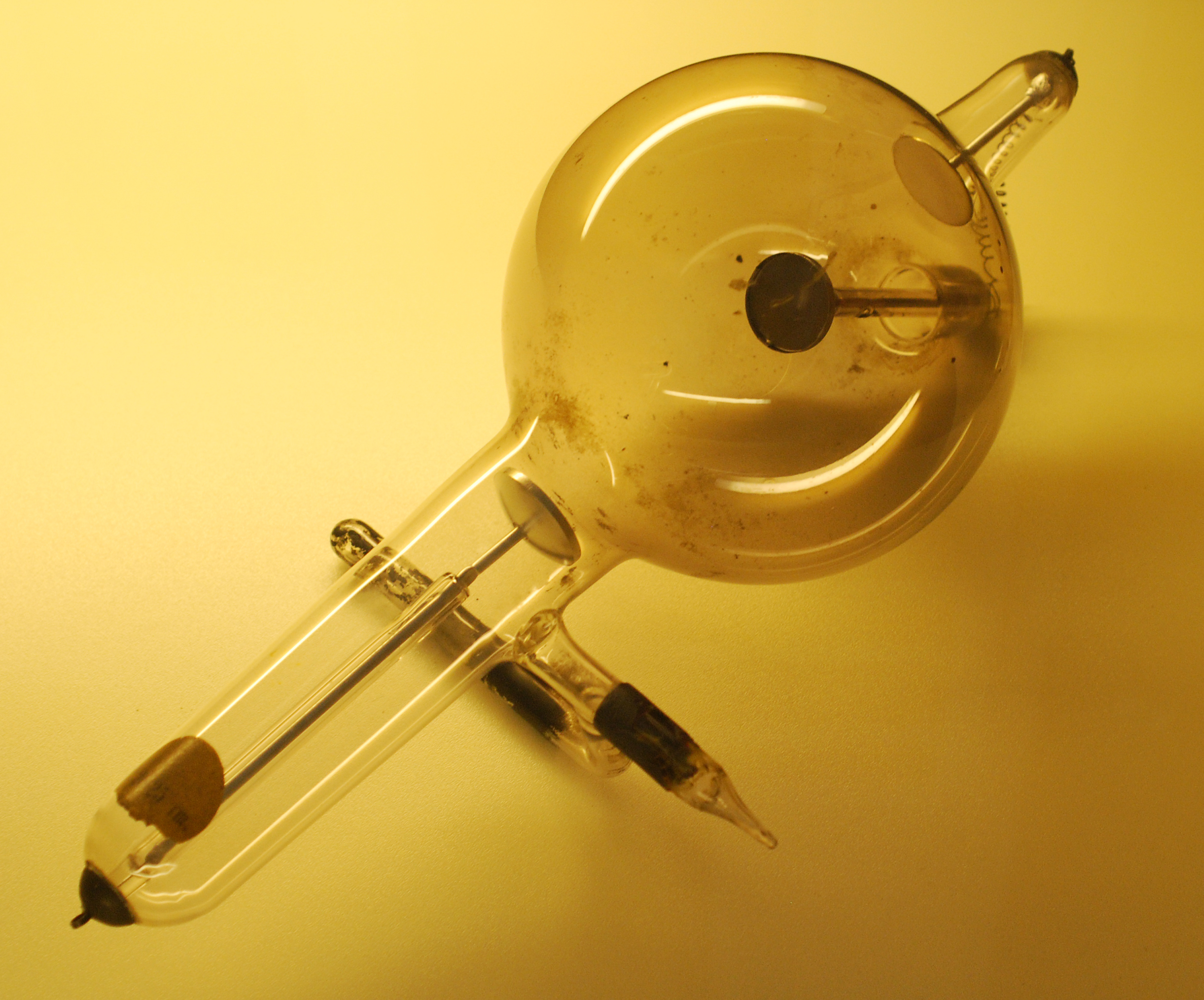

크룩스관(Crookes tube)은 초기의 전기 방전관으로, 부분 진공 상태에 있으며 1869년 - 1875년 사이에 영국 물리학자 윌리엄 크룩스가 발명했다. 크룩스관을 연구하는 과정에서 음극선과 전자가 발견되었다. 극초기의 입자 가속기라고 할 수 있다.

## 같이 보기
- 진공관